# Parallelia analis
Parallelia analis är en fjärilsart som beskrevs av Achille Guenée 1852. Parallelia analis ingår i släktet Parallelia och familjen nattflyn. Inga underarter finns listade i Catalogue of Life.